# 卡斯泰尔诺蒂尔桑
卡斯泰尔诺蒂尔桑（法語：Castelnau-Tursan，法語發音：[kastɛlno tyʁsɑ̃]）是法国朗德省的一个市镇，属于蒙德马桑区。

## 地理
卡斯泰尔诺蒂尔桑（43°39'28"N, 0°24'25"W）面积9.27 平方千米，位于法国新阿基坦大区朗德省，该省份为法国西南部沿海省份，是法國本土面积第二大的省，北起吉倫特省，西临大西洋，南至大西洋比利牛斯省，东临热尔省，东北与洛特-加龍省接壤。
与卡斯泰尔诺蒂尔桑接壤的市镇（或旧市镇、城区）包括：巴于斯苏比朗、若讷、佩罗卡佐泰特、佩科拉德、圣卢布埃、于尔贡。
卡斯泰尔诺蒂尔桑的时区为UTC+01:00、UTC+02:00（夏令时）。

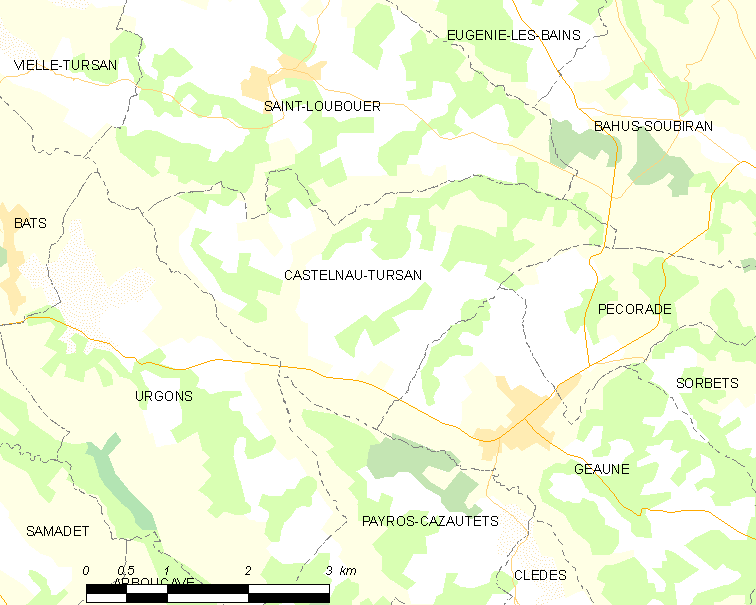
卡斯泰尔诺蒂尔桑的OSM定位图

## 行政
卡斯泰尔诺蒂尔桑的邮政编码为40320，INSEE市镇编码为40072。

## 政治
卡斯泰尔诺蒂尔桑所属的省级选区为沙洛斯-蒂尔桑县。

## 人口

1962-2008年间卡斯泰尔诺蒂尔桑人口变化图示

卡斯泰尔诺蒂尔桑于2022年1月1日时的人口数量为185人。